# Józef Gieburowski
Józef Gieburowski (ur. 17 lutego 1889 w Gnieźnie, zm. 22 maja 1971 w Kurytybie, Brazylia) – polski prawnik i urzędnik konsularny.

## Życiorys
Pochodził z rodziny ziemiańskiej, syn Zygmunta i Wandy z d. Dzikowskiej. Uczęszczał do gimnazjum w Gnieźnie i Seminarium Nauczycielskiego w Tarnowie. Studiował prawo na Uniwersytecie Lwowskim. Był kierownikiem Wydziału Handlowego Fabryki Cementu „Orzeł” w Noworosyjsku (1 listopada 1917 – 15 lipca 1919). Pracownik polskiej służby zagranicznej, zajmujący szereg funkcji, m.in. sekretarza nieformalnego konsulatu w Noworosyjsku (7 listopada 1919 – 1 kwietnia 1920), pracownik (od 1 maja 1920) i kierownik agencji konsularnej w Olsztynie (12 października 1920 – 15 sierpnia 1921), wicekonsula/konsula i kierownika konsulatu w Kwidzynie (15 sierpnia 1921 – 1 stycznia 1929; równolegle od 1 stycznia do 22 listopada 1922 kierował Konsulatem RP w Elblągu), konsula i kierownika konsulatu w Olsztynie (1 stycznia 1929 – 30 czerwca 1934), radcy w Departamencie Konsularnym MSZ (1 lipca 1934–1936), kierownika konsulatu generalnego w Kurytybie (1 lutego 1936 – październik 1945, czyli do momentu wycofania przez rząd Brazylii uznania dla władz polskich w Londynie). W 1941 został dziekanem korpusu konsularnego w Paranie. Po II wojnie światowej pozostał w Kurytybie.
Żonaty z obywatelką Niemiec Ireną z d. Przewłocka (Przewoska), która w Kurytybie honorowo patronowała Sekcji Kobiet Komitetu Pomocy Ofiarom Wojny w Polsce, a w 1948 została wybrana do Zgromadzenia Doradczego Komitetu Opieki nad Dzieckiem w Paranie. Byli rodzicami: Tadeusza, Romana i Krystyny.

## Ordery i odznaczenia
- Krzyż Kawalerski Orderu Odrodzenia Polski (9 listopada 1932)[4]
- Medal Dziesięciolecia Odzyskanej Niepodległości[5]
- Brązowy Medal za Długoletnią Służbę[3]